# Kaukab Stewart
Kaukab Stewart est une femme politique écossaise, membre du Parti national écossais. 

## Biographie
Députée au parlement écossais depuis 2021, elle est nommée ministre en février 2024.